# Wicemistrzowie krajowi Prus
Lista wicemistrzów krajowych zakonu krzyżackiego w Prusach
- 1237-1240 Berlewin von  Freiberg
- 1248-1249 Henryk von Honstein
- 1250-1251 Ludwik von Queden
- 1252 Henryk Botel
- 1254 Henryk Stange
- 1254-1255 Burchard von Hornhausen
- 1257-1259 Gerhard von Hirschberg
- 1261 Dytryk Roth
- 1270 Konrad von Thierberg Starszy
- trzykrotnie: w roku 1274 i 1283 oraz w latach 1277-1279 Konrad von Thierberg Młodszy
- 1299 Konrad Sack
- 1300 Bertold Bruhaven